# Sol Gabetta

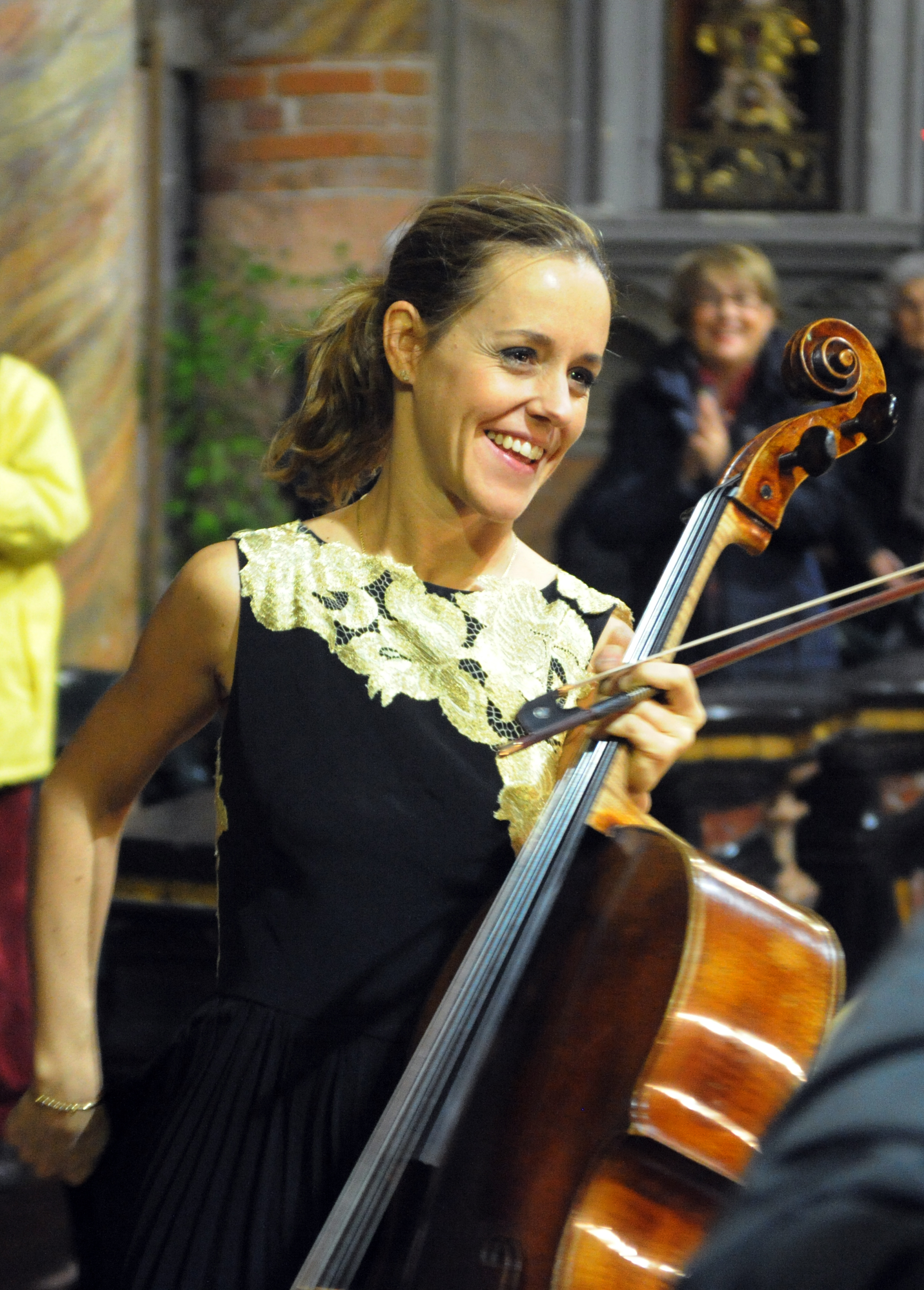
Sol Gabetta (2014)

Sol Gabetta (* 18. April 1981 in Villa María, Argentinien) ist eine französisch-schweizerische Cellistin, die des Weiteren auch als Fernsehmoderatorin tätig ist.

## Leben
Sol Gabetta wurde als Tochter des Argentiniers Andrés Gabetta und der französischen Pianistin Irène Timacheff in Argentinien geboren, wo sie auch aufwuchs. Ihre Mutter hatte russische Eltern, die nach Frankreich ausgewandert waren. Sol Gabetta hat drei Geschwister; ihr älterer Bruder Andrés (* 1976) ist Violinist und künstlerischer Leiter der Swiss Baroque Soloists.
Bereits als Kind verblüffte sie durch ihr musikalisches Talent. So sang sie bei der Aufnahmeprüfung für einen musikalischen Kindergarten zur Überraschung der Jury die Melodie eines a-Moll-Violinkonzerts von Antonio Vivaldi.
Als Zehnjährige gewann sie ihren ersten Wettbewerb in Argentinien. Seitdem erhielt sie diverse Auszeichnungen, unter anderem beim Tschaikowsky-Wettbewerb in Moskau, den Natalia-Gutman-Preis und den ECHO Klassik 2013.
International bekannt wurde sie durch einen 3. Preis beim Internationalen Musikwettbewerb der ARD 1998 in München. Von 1992 bis 1994 erhielt sie ein Stipendium am privaten Konservatorium Escuela Superior de Música Reina Sofía von Paloma O’Shea in Madrid. Anschließend nahm sie ein Studium auf, zunächst bei Ivan Monighetti an der Musik-Akademie der Stadt Basel, wo sie 1999 ihr Abschlussdiplom mit Auszeichnung erhielt. Ihre weitere Ausbildung schloss sie bei David Geringas an der Musikhochschule Hanns Eisler in Berlin 2006 mit dem Konzertexamen ab. Bereits während des Studiums konzertierte sie mit zahlreichen Orchestern und nahm bei Sony eine Debüt-CD auf, die 2006 erschien.
2004 gewann Gabetta an Bekanntheit, als sie beim Lucerne Festival als Gewinnerin des „Crédit Suisse Young Artist Award“ ihr Debüt mit den Wiener Philharmonikern unter Valery Gergiev gab. Neben dem klassischen Repertoire für Violoncello mit Stücken von Vivaldi, Elgar oder Beethoven interpretiert sie in Konzerten und auf ihren Alben regelmässig Werke der zeitgenössischen Musik.
Seit Oktober 2005 unterrichtet sie als Assistentin von Ivan Monighetti an der Musik-Akademie in Basel. Sie ist außerdem Initiatorin des Kammermusikfestivals SOLsberg im schweizerischen Olsberg im Kanton Aargau. Auf ihre Initiative hin wurde das Barockorchester „Cappella Gabetta“ gegründet, das von ihrem Bruder, dem Geiger Andrés Gabetta, geleitet wird. Dieses Ensemble widmet sich in erster Linie Programmen aus Barock und Frühklassik. 2007 war sie als Solistin beim Konzert zum Nationalfeiertag in Wien zu sehen und hören.
Von April 2010 bis Mai 2023 moderierte sie im Wechsel mit Martin Grubinger das sonntägliche Musikmagazin KlickKlack im Bayerischen Fernsehen.
Pēteris Vasks widmete ihr 2012 das Cellokonzert „presence“. Die Uraufführung fand im Oktober 2012 in Amsterdam statt.
Gabetta ist Mutter eines Sohnes und lebt seit 2006 in der Gemeinde Olsberg. Neben ihrem französischen besitzt sie seit 2018 auch das Schweizer Bürgerrecht.

## Repertoire
Ihr Repertoire umfasst alle wichtigen Werke der Cello-Literatur, von den Beethoven-Sonaten bis zum Elgar-Konzert, von Vivaldi- und Haydn-Konzerten bis zur zeitgenössischen Moderne.

## Instrumente
Sol Gabetta spielt auf mehreren italienischen Meisterinstrumenten aus dem frühen 18. Jahrhundert, darunter ein Cello von Matteo Goffriller aus dem Jahr 1730 in Venedig, das ihr vom Atelier Cels Paris zur Verfügung gestellt wurde und ein Guadagnini-Cello von 1759, das ihr vom Rahn Kulturfonds als Leihgabe zur Verfügung gestellt wurde. Seit 2020 spielt Gabetta auch die „Bonamy Dobree-Suggia“ von Antonio Stradivari aus dem Jahr 1717, eine Leihgabe der Stradivari-Stiftung Habisreutinger.

## Diskografie
- 2006: Werke für Cello: Tschaikowski, Saint-Saëns, Ginastera (Sony/BMG)
- 2007: Il Progetto Vivaldi (Sony/BMG)
- 2008: Cantabile: Opernarien und Lieder arrangiert fürs Cello (RCA Red Seal)
- 2008: Dmitri Schostakowitsch: Cellokonzert Nr. 2 / Cellosonate (RCA Red Seal)
- 2009: Hofmann, Haydn, Mozart: Cellokonzerte der Wiener Klassik (RCA Red Seal)
- 2010: Elgar Cello Concerto / Werke von Elgar, Dvořák, Respighi und Bonus-CD mit Vasks (RCA Red Seal)
- 2011: Il Progetto Vivaldi 2 (Sony Classical)
- 2011: KulturSPIEGEL - Die besten guten Klassik-CDs: Werke für Cello und Orchester (Sony Classical)
- 2012: Schostakowitsch: Cellokonzert Nr. 1 op. 107 / Rachmaninow: Cellosonate op. 19 (Sony Classical)
- 2012: Schostakowitsch: Cellokonzert Nr. 2 / Sonate für Cello und Piano  (RCA Red Seal/Sony Music)
- 2012: Duo mit Hélène Grimaud / Piano (Deutsche Grammophon/Universal)
- 2013: Il Progetto Vivaldi 3 (Sony Classical)
- 2014: Prayer (Sony Classical)
- 2015: The Chopin Album mit Bertrand Chamayou / Piano (Sony Classical)
- 2015: Beethoven Triple Concerto (Sony Classical)
- 2015: Vasks - Presence (Sony Classical)
- 2016: Live (Elgar & Martinů Cellokonzerte) / Berliner Philharmoniker (Sony Classical)
- 2017: Brigitte Klassik Zum Genießen (Sony Classical)
- 2017: Dolce Duello mit Cecilia Bartoli (Decca Classics)
- 2018: Schumann (Sony Classical)
- 2021: Plaisirs Illuminés mit Patricia Kopatchinskaja u. a. (Alpha)
- 2021: Sol & Pat mit Patricia Kopatchinskaja (Alpha)

## Rezeption

### Auszeichnungen
- 1998: 3. Preis beim Internationalen Musikwettbewerb der ARD
- 2004: Gewinnerin des „Crédit Suisse Young Artist Award“ bei den Luzerner Festspielen (Debüt mit den Wiener Philharmonikern unter Valery Gergiev)
- 2007: Echo Klassik als Instrumentalistin des Jahres für Werke für Cello und Orchester von Tschaikowsky, Saint-Saens und Ginastera[8]
- 2008: Aargauer Kulturpreis
- 2009: Echo Klassik für ihre Schostakowitsch-CD als Konzerteinspielung des Jahres (20./21. Jahrhundert)[8]
- 2009: Premio Gardel (wichtigster Musikpreis Argentiniens) für die Schostakowitsch-CD als Klassik-Album des Jahres
- 2011: Echo Klassik für das Cellokonzert von Elgar als Konzerteinspielung des Jahres[8]
- 2012: Würth-Preis der Jeunesses Musicales Deutschland
- 2013: Echo Klassik als Instrumentalistin des Jahres (Cello)[8]
- 2013: Echo Klassik für die Kammermusik-Einspielung des Jahres, als Duo mit Hélène Grimaud[8]
- 2016: Echo Klassik als Instrumentalistin des Jahres, für Presence von Pēteris Vasks[8]
- 2018: Herbert-von-Karajan-Musikpreis[9]
- 2022: Europäischer Kulturpreis[10]
- 2024: Grand Prix Musik des Schweizer Musikpreises[11]

### Rezensionen
Radio Klassik-Magazin, 2001:
„Nach dem Konzert wusste man gar nicht mehr, ob man lieber noch einmal Anne-Sophie Mutter oder eben jene Sol Gabetta mit Schuberts a-Moll-Sonate D 821 hören wollte. Musikerinnen wie die 20-jährige Sol trifft man selten. Sie spielte ihr Programm […] mit großer Hingabe und bravouröser Technik.“
Res Musica, 2005:
„Man zögert nicht mehr, sie mit den ganz Großen zu vergleichen.“
Crescendo-Magazin, 2008:
„Sie verfügt nicht nur über eine brillante Technik, sie bringt den warmen Ton ihres Cellos zum Singen.“
Badische Zeitung, 15. Juni 2009:
„Hingebungsvoll, mit viel Wärme und romantisierendem Duktus gestaltet die Cellistin die weichen Bögen im Adagio-Satz und entfaltet den samtigen, seidenweichen Ton ihres kostbaren Guadagnini-Cellos. Das ist inniger, strömender Cellogesang, bevor es wieder flinkfingrig virtuos in der Griff- und Bogentechnik und mit heftigem Gestus in das Schluss-Allegro geht: ein hitzig durchpulster Haydn, leichtfüßig und leidenschaftlich zugleich, wie es dem Temperament und quecksilbrigen Charme dieser Cellistin entspricht. Das war Haydn explosiv.“

### Filme
- Sol Gabetta spielt Haydn und Vasks. Dokumentation, Schweiz 2010, 43 Min., Regie: Gösta Courkamp, Produktion: inpetto filmproduktion[13]
- Die Cellistin Sol Gabetta: „Ein Stück von meiner Seele“. Dokumentarfilm, Deutschland 2013, 55 Min., Buch und Regie: Annette Schreier, Produktion: Screen Land Film, NDR, arte, Erstsendung: 1. September 2013 bei arte[14]
- Mit dem Cello ans Ende der Welt – Sol Gabetta auf den Spuren von Lise Cristiani. Dokumentation, Deutschland 2024, 55 Min., Regie:  Simone Jung, Produktion ARTE, Erstsendung 3. März 2025 auf ARTE[15]